# Le Poët-Célard
Le Poët-Célard là một xã thuộc tỉnh Drôme trong vùng Auvergne-Rhône-Alpes ở đông nam nước Pháp. Xã Le Poët-Célard nằm ở khu vực có độ cao từ 351-744 mét trên mực nước biển.